# Риос, Хуан Антонио
Хуан Антонио Риос Моралес (исп. Juan Antonio Ríos Morales; 10 ноября 1888 года, Каньете, — 27 июня 1946 года, Сантьяго) — чилийский политик, президент Чили со 2 апреля 1942 года по 27 июня 1946 года. Представитель консервативного крыла Радикальной партии.

## Биография
Пытался участвовать в президентских выборах 1938 года, опираясь на ультраправые силы, но снял кандидатуру и затем был выдвинут кандидатом уже от антифашистского Демократического альянса на следующих президентских выборах 1942 года, проведённых после смерти президента Педро Агирре Серда, победил на них Карлоса Ибаньеса дель Кампо.
Его правительство первоначально пыталось сохранять нейтралитет во время Второй мировой войны, но экономическое и дипломатическое давление в конечном итоге привело к разрыву отношений с державами оси. Это способствовало тому, что Чили получила право на поставки по ленд-лизу, осуществлявшиеся США, и на получение кредитов, которые способствовали восстановлению экономики. Тесные отношения с Соединёнными Штатами не представляли серьёзной проблемы для него вскоре после окончания войны, в октябре 1945 года, его кабинет ушёл в отставку после государственного визита в Вашингтон.
На экономическом фронте ему пришлось иметь дело с ростом безработицы и падением заработной платы, которые были вызваны падением мировых цен на медь. Из-за ухудшения состояния здоровья ему пришлось уйти с поста президента в январе 1946 года, передав пост своему министру внутренних дел Альфредо Дуальде Васкесу. Он умер несколько месяцев спустя.